# Devereux Róbert
A Roberto Devereux Gaetano Donizetti háromfelvonásos operája. Szövegét Salvadore Cammarano írta. Az ősbemutatóra 1837. október 29-én került sor a nápolyi San Carlo operaházban.

## Szereplők
- Erzsébet királynő (szoprán)
- Sarah (mezzoszoprán)
- Robert (tenor)
- Lord Cecil (tenor)
- Nottingham hercege (bariton)
- Sir Walter Raleigh (basszus)
- Apród (alt)
- Hivatalnok (basszus)

## Cselekmény
- Helyszín: Anglia, a 16. század második fele.

Robert Devereux-t, Essex grófját, Erzsébet angol királynő kedvesét hazaárulással vádolják. A királynő védelmére akar kelni, de érzi, hogy a gróf szíve másé lett, ezért elhatározza, hogy nem avatkozik bele az igazságszolgáltatás dolgába. Essex titokban mindig Sarah-t szerette, de amíg ő távol volt, Erzsébet arra kényszerítette a lányt, hogy Nottingham herceghez menjen feleségül. A herceg, Essex barátja, mit sem sejt szerelmükről, és tisztázni akarja a grófot a vád alól. Sarah és Robert titokban találkoznak. A férfi hívja az asszonyt, hogy szökjenek meg, de a hercegné ezt megtagadja. Szerelmi zálogot cserélnek, Essex azt a gyűrűt adja Sarah-nak, amelyet a királynőtől kapott, az asszony pedig egy kék kendővel ajándékozza meg őt. Amikor a grófot letartóztatják, megtalálják nála a kendőt. Nottingham hercege ebből tudja meg, kit szeretett a barátja. A királynő pedig halálra ítéli Essexet. A kivégzést már másnap reggelre kitűzik. Sarah -bárhogy próbálja a férje megakadályozni - a királynő gyűrűjével Erzsébethez siet kegyelemért. Bevallja neki, hogy ő a vetélytársa. A királynő parancsot ad az ítélet végrehajtásának felfüggesztésére, de már késő: ágyúlövés jelzi, hogy Essexet lefejezték.

## Híres áriák
- Visi, ingrato, a lei accanto - Erzsébet áriája (III. felvonás)